# アブドゥルマレク・アル＝ハイブリ
アブドゥルマレク・アル＝ハイブリ（アラビア語: عبدالملك الخيبري、Abdulmalek Al-Khaibri、1986年3月13日 - ）はサウジアラビア・リヤド出身の元サッカー選手。現役時代のポジションはMF。

## 経歴

### クラブ
2008年、アル・シャバブ・リヤドに移籍した。2011-12シーズンはサウジ・プロフェッショナルリーグに制覇に貢献する。
2016年6月6日、移籍金なしでアル・ヒラルに移籍。同シーズンにサウジ国王杯の優勝に関わった。

### 代表
2018年6月、2018 FIFAワールドカップを戦うサウジアラビア代表の本大会メンバーに選出された。

## 代表歴

### 出場大会
- サウジアラビア代表
  - 2018 FIFAワールドカップ

### 試合数
- 国際Aマッチ 34試合 0得点（2010年-2018年）[2]

| サウジアラビア代表 | 国際Aマッチ | 国際Aマッチ |
| 年                 | 出場        | 得点        |
| ------------------ | ----------- | ----------- |
| 2010               | 1           | 0           |
| 2011               | 0           | 0           |
| 2012               | 2           | 0           |
| 2013               | 0           | 0           |
| 2014               | 6           | 0           |
| 2015               | 6           | 0           |
| 2016               | 8           | 0           |
| 2017               | 9           | 0           |
| 2018               | 2           | 0           |
| 通算               | 34          | 0           |